# Norrbyås kyrka
Norrbyås kyrka är en kyrkobyggnad i Örebro kommun. Den är från 2014 församlingskyrka i Kvismare församling, Strängnäs stift.

## Kyrkobyggnaden
Ursprungliga stenkyrkan uppfördes på medeltiden, troligen på 1100-talet. Vid slutet av 1600-talet blev kyrkan troligen förlängd åt öster. Nuvarande sakristia och kor byggdes 1817. På 1880-talet gjordes en invändig restaurering då ny inredning tillkom efter ritningar av Johan Fredrik Åbom bestående av altaruppsats, predikstol, altarring och öppna bänkar. En ny restaurering genomfördes åren 1951-1953 under ledning av arkitekt Martin Westerberg då de öppna bänkarna från 1880-talet byttes mot en ny sluten bänkinredning. Elektrisk uppvärmning installerades och kyrkorummet försågs med nytt golv.

## Inventarier
- En altarpredikstol sattes upp vid början av 1800-talet. Vid en renovering på 1880-talet flyttades predikstolen till sin nuvarande plats vid norra väggen.
- En dopfunt tillverkad av kalksten från Yxhult invigdes annandag pingst 1965 av biskop Gösta Lundström.

### Orgel
- Den nuvarande orgeln är byggd 1915 av E A Setterquist & Son, Örebro. Orgeln är pneumatisk och har en gemensam svällare för hela orgeln. År 1985 renoverades och utökades orgeln av Gunnar Carlsson, Borlänge.

| Manual I     | Manual II    | Pedal      | Koppel    |
| Borduna 16´  | Rörflöjt 8´  | Subbas 16´ | I/P       |
| Principal 8´ | Gemshorn 4´  |            | II/P      |
| Gedackt 8´   | Principal 2´ |            | II/I      |
| Octava 4'    | Kvint 1'     |            | I 4'/I    |
|              |              |            | II 16'/II |

### Webbkällor
- Kvismare församling informerar
- byggnadspresentation